# Bad Camberg
Bad Camberg je se svými 14 tisíci obyvateli druhé největší město zemského okresu Limburg-Weilburg ve spolkové zemi Hesensko (Německo). Také je to nejjižnější město vládního obvodu Gießen. Nachází se na východě pohoří Taunus, asi 30 km od Wiesbadenu a 18 km od Limburku. Frankfurt nad Mohanem je od Bad Cambergu vzdálen asi 44 km. Ve městě se nachází minerální pramen známý jako Selterswasser.

## Historie

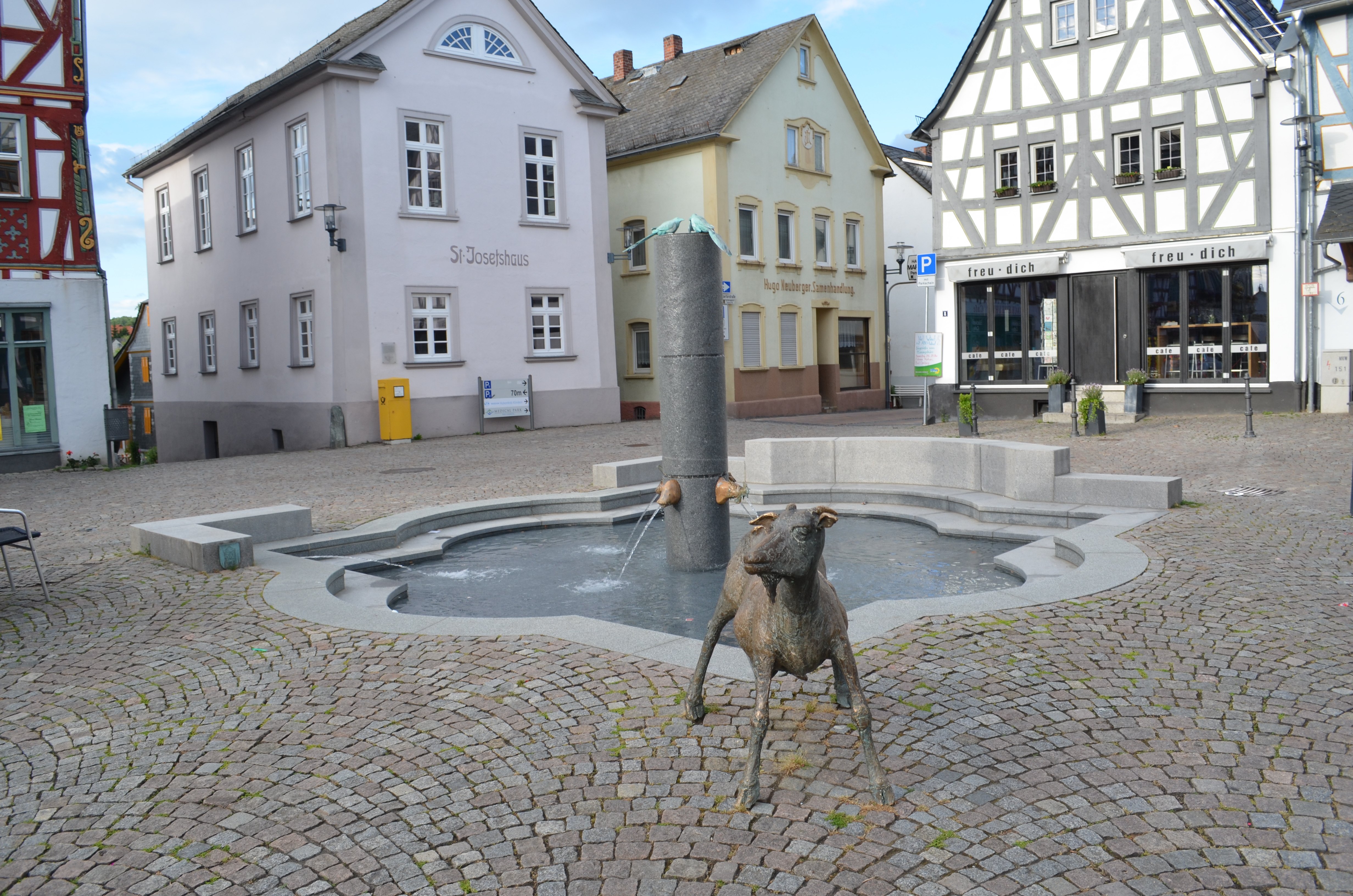
Fontána

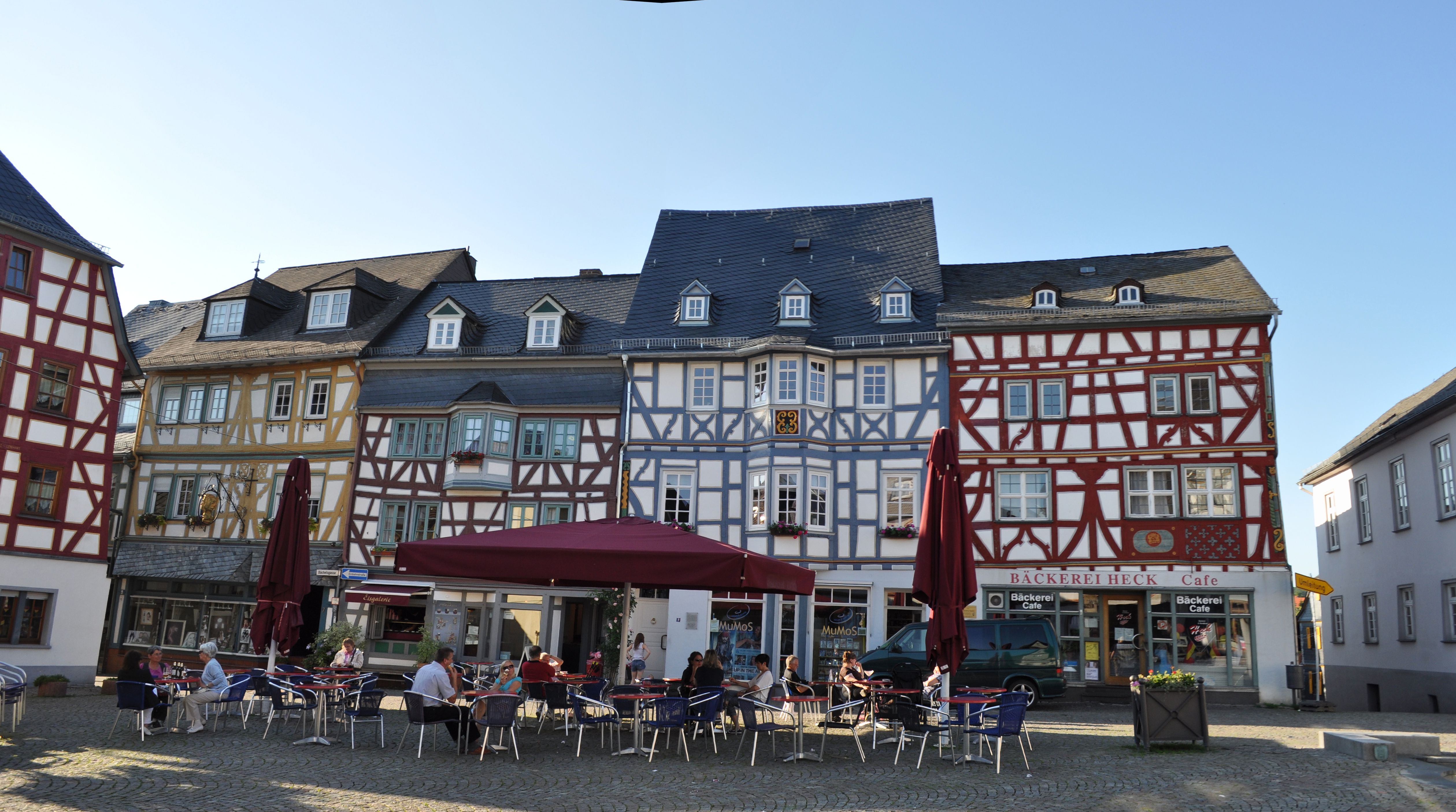
Náměstí s bohatě zdobenými domy

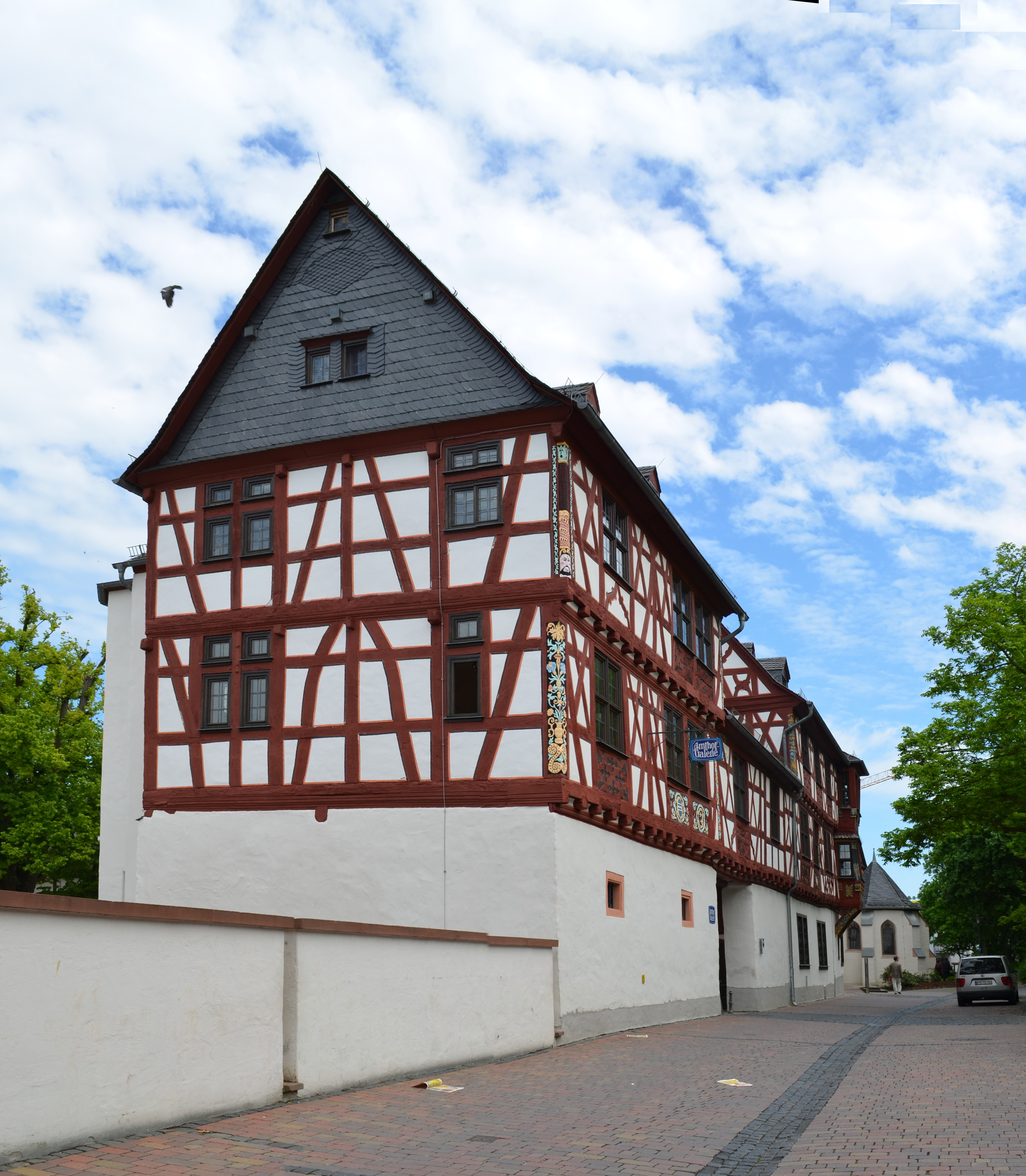
Hrázděný dům

### Pravěk
První známky o lidské činnosti na území dnešního Bad Cambergu lze najít již v mladší době kamenné (5 000 až 3 000  př. n. l.). Dokazují to archeologické nálezy, především keramika. V současné době známe i vzhled jejich domů a staveb; domy byly většinou 20 až 25  metrů dlouhé a 5 až 7 metrů široké. Tak velké domy sloužily pro lidi, zásobování i zvířata a vždy byly orientovány v jednom směru, buďto na severozápad nebo jih. V domech se také nacházely hluboké jámy, do kterých lidé vhazovaly různé odpadky, od zvířecích kostí až po popel nebo kamení.
Další zmínky o zdejších obyvatelích pocházejí z let 600 až 500 př. n. l. Jednalo se o osady po obou stranách současné silnice do Tenne.

### Středověk
Dne 6. února 1000 císař Ota III. daroval Cagenberg klášteru v Burtscheidu. Právě ze slova Cagenberg se později vyvinul název Camberg a město tak bylo pojmenováno. Roku 1281 získalo město od krále Rudolfa I. práva města.
Město má i neoficiálního zvířecího maskota; straku. Podle legendy se vše odehrálo v roce 1357 v noci, kdy byli všichni občané města Cambergu ospalí nebo opilí. V tu noc přijel ke městu loupeživý rytíř z Walsdorfu a usmyslil si, že město vykrade. Městské hradby ještě nebyly hotové, loupežníkovi stačilo tedy pouze přejít živý plot. Nicméně, ve městě žilo několik strak, které rytíř vzbudil a ty pak spustily takový hluk, že vzbudili strážné. Od té doby je straka neoficiálním heraldickým zvířetem města.

### Novověk
Město bylo okupováno Francouzi, následně se roku 1806 stalo součástí Nasavska. Roku 1866 se pak Camberg stal součástí Pruska a až roku 1945 se město dostalo pod nadvládu Německa, konkrétně spolkové země Hesensko. Mezitím se ale město proslavilo i procesy s čarodějnicemi, které se zde hojně konaly mezi lety 1630 až 1659. Třináct žen a jeden muž byli shledáni vinnými z čarodějnictví, pět žen pak bylo odsouzeno k smrti a jedna zemřela ve vazbě. Zbylí odsouzenci byli po mučení propuštěni zpět na svobodu.
V roce 1810 se v Cambergu narodil baron Hugo von Schütz zu Holzhausen, již od narození hluchý. Výjimečný se ale stal až v době, kdy se rozhodl učit neslyšící studenty, stal se tak průkopníkem v Německu. V roce 1820 se pár tříd rozrostlo na ústav pro hluchoněmé. Až do roku 1875 byl ústav umístěn ve starší budově na Starém Městě, nicméně, od roku 1894 měla škola vlastní budovu, Freiherr-von-Schütz-Schule, kterou ústavu darovalo město Camberg.
Během druhé světové války, a to zejména v roce 1944, se ve městě nacházelo mnoho vojenských jednotek. V roce 1942 bylo několik místních židů deportováno a zavražděno.

## Geografie
Bad Camberg leží severně od hřebene pohoří Taunus a asi 18 km jihovýchodně od Limburku, nejjižnějšího města Středního Hesenska. Nejbližší velká města jsou Wiesbaden (31 km jižně), Frankfurt nad Mohanem (48 km na jihovýchod), Wetzlar (49 km), Koblenz (72 km) a Gießen (75 km).
Město se nachází v průměrné nadmořské výšce 209 m. Nedaleko se nachází i nejvyšší bod zemského okresu Limburg-Weilburg; Kuhbett s 526 m n. m. Ve městě je i nepojmenovaný kopec s nadmořskou výškou 320 m. Samotný nejvyšší bod Bad Cambergu měří 490 m a nachází se na východním okraji města.
Bad Camberg se skládá z několika částí; Bad Camberg, samotné město, a okolí obce Erbach, Würges, Oberselters, Schwickershausen a Dombach. Z téměř 15 tisíc obyvatel žije v Bad Cambergu pouze 6 903 lidí (stav k prosinci 2014). V obci Erbach žije 2 804 obyvatel a 2 545 lidí má trvalé bydliště v obci Würges. Oberselters obývá 1 173 obyvatel.

## Kultura
Významným architektonickým prvkem jsou domy ve Starém Městě, které jsou bohatě zdobné. Ty byly postaveny mezi 15. až 18. stoletím. Mimo jiné je ale Bad Camberg známý i díky mnoha rozhlednám. Zajímavou budovou je stará lékárna, jejíž základy jsou z roku 1330 (současná budova je až z roku 1492). V roce 1526 přešla do vlastnictví Guttenbergů a byly provedeny úpravy. V roce 2007 pak byla opravena. Ve městě se nachází i zbytky městského opevnění, k čemuž patří i dvě věže; Obertorturm s výškou 32 metrů (postavena okolo roku 1380) a 21 metrová Untertorturm. Věží bylo celkem třináct, v současné době ale stojí pouze tyto dvě. Hohenfeldkapelle je kaple zdobená malbami z různých století. V Bad Cambergu se nachází i kostel sv. Petra a Pavla, původně pojmenovaný pouze kostel sv. Petra. Podle všeho, stál již před rokem 1156. Původní kostel se ale v 18. století zřítil a na základech původní stavby byl postaven kostel nový. Další církevní stavba, kostel sv. Martina, je evangelický kostel postavený v letech 1896 až 1897. Stavbu navrhl architekt L. Hofmann z Herbornu.

## Partnerská města
Bad Camberg podepsal smlouvy o spolupráci s těmito městy:
- Chambray-lès-Tours, Francie
- Bad Sulza, Durynsko, Německo